# شیرآباد (تالش)
شیرآباد ، روستایی از توابع بخش حویق شهرستان طوالش در استان گیلان ایران است.

## جمعیت
این روستا در دهستان حویق قرار دارد و براساس سرشماری مرکز آمار ایران در سال ۱۳۸۵، جمعیت آن ۶۷۲ نفر (۱۶۹خانوار) بوده‌است.
زبان مردم روستای شیرآباد ترکی آذربایجانی است .